# Ana Carrasco

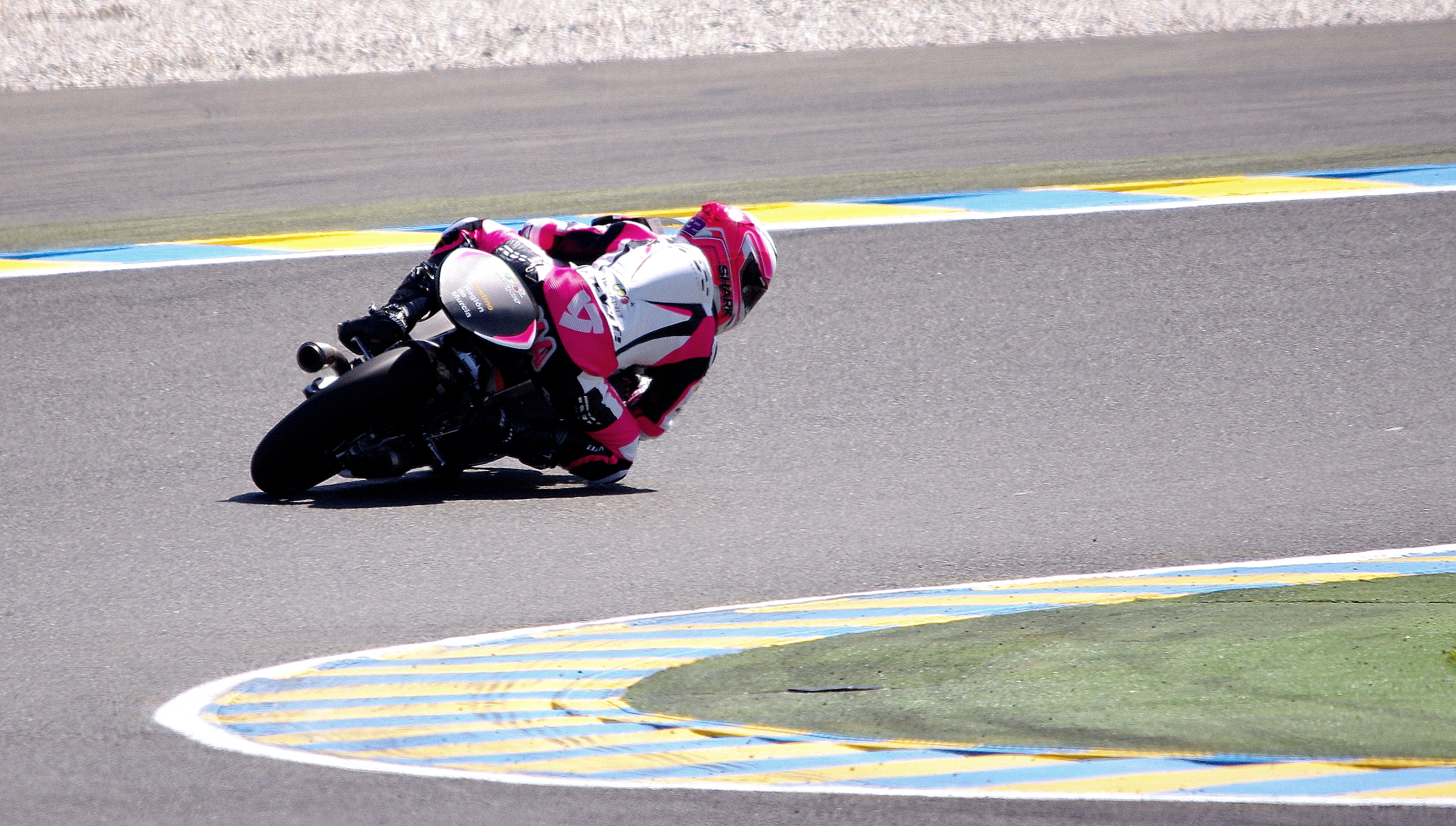
Carrasco vid Frankrikes GP 2014.

Ana Carrasco, född 10 mars 1997 i Murcia, är en spansk roadracingförare som tävlar i världsmästerskapen i Supersport 300. Hon blev världsmästare 2018 och därmed den första kvinnliga världsmästaren i motorcykelsporten roadracing, där män och kvinnor tävlar mot varandra.

## Tävlingskarriär
Carrasco gjorde VM-debut i Moto3-klassen säsongen 2013 och var då den enda ordinarie kvinnliga föraren i Grand Prix Roadracings tre klasser. Hon körde för Team Calvo på en KTM-motorcykel. Carrasco tog sin första VM-poäng med femtondeplatsen i Malaysias Grand Prix 2013 och blev då den första kvinna att ta VM-poäng i ett Grand Prix sedan Katja Poensgen 2001 och den första i lilla klassen - 125GP eller Moto3 - sedan Tomoko Igata 1995. Hon avslutade säsongen 2013 med att bli åtta i Valencias Grand Prix. Roadracing-VM 2014 körde Carrasco för RW Racing GP på en Kalex KTM. Roadracing-VM 2015 körde Carrasco en KTM för Aleix Espargarós team BOE41 RBA Team.

### Supersport 300
Sedan säsongen 2017 kör Carrasco för DS jr Kawasaki i den nya VM-klassen Supersport 300.. Supersport 300-VM 2017 slutade hon på åttonde plats och tog en raceseger i Portugal. Det var första gången i historien som en kvinna vann en VM-deltävling i roadracing. Säsongen 2018 tog Carrasco ledningen i VM efter tre deltävlingar med segern på Imolabanan. Det var första gången en kvinna ledde en VM-klass i roadracing. Hon vann även följande race på Silverstone. Ledningen krympte men hon höll undan med en poäng före Mika Perez och blev världsmästare.